# Abbadia Cerreto
Abbadia Cerreto är en ort och kommun i provinsen Lodi i regionen Lombardiet i Italien. Kommunen hade 277 invånare (2018).